# Giải Goya cho nam diễn viên triển vọng nhất
Giải Goya cho nam diễn viên triển vọng nhất là một trong các giải Goya dành cho nam diễn viên mới trong một phim, được bầu chọn là có triển vọng nhất. Giải này được lập từ năm 1994.

## Các diễn viên đoạt giải
| Năm  | Diễn viên                     | Phim                                   |
| ---- | ----------------------------- | -------------------------------------- |
| 2008 | Juan Manuel Montilla "Langui" | El truco del manco                     |
| 2007 | José Luis Torrijo             | La soledad                             |
| 2006 | Quim Gutiérrez                | AzulOscuroCasiNegro                    |
| 2005 | Jesús Carroza                 | 7 vírgenes                             |
| 2004 | Tamar Novas                   | Mar adentro                            |
| 2003 | Fernando Tejero               | Días de fútbol                         |
| 2002 | José Ángel Egido              | Los lunes al sol                       |
| 2001 | Leonardo Sbaraglia            | Intacto                                |
| 2000 | Juan José Ballesta            | El Bola                                |
| 1999 | Carlos Álvarez-Novoa          | Solas                                  |
| 1998 | Miroslav Taborsky             | La niña de tus ojos                    |
| 1997 | Andoni Erburu                 | Secretos del corazón                   |
| 1996 | Fele Martínez                 | Tesis                                  |
| 1995 | Santiago Segura               | El día de la bestia                    |
| 1994 | Saturnino García              | Justino, un asesino de la tercera edad |